# Championnat d'Europe de keirin féminin (juniors)
Le Championnat d'Europe de keirin féminin juniors est le championnat d'Europe de keirin organisé annuellement par l'Union européenne de cyclisme pour les cyclistes âgées de 17 et 18 ans. Le championnat organisé depuis 2003, a lieu dans le cadre des championnats d'Europe de cyclisme sur piste juniors et espoirs.

## Palmarès
| Année | Or                       | Argent                   | Bronze                   |
| ----- | ------------------------ | ------------------------ | ------------------------ |
| 2003  | Magdalena Sara           | Ekaterina Merzlikina     | Barbara Borucz           |
| 2004  | Magdalena Sara           | Natalia Prokurorova      | Joukje Braam             |
| 2005  | Élodie Henriette         | Lyubov Shulika           | Anastasia Rozhkova       |
| 2006  | Lyubov Shulika           | Renata Dabrowska         | Sandie Clair             |
| 2007  | Jessica Varnish          | Renata Dabrowska         | Kristina Vogel           |
| 2008  | Jessica Varnish          | Galina Streltsova        | Giada Balzan             |
| 2009  | Ekaterina Gnidenko       | Rebecca James            | Varvara Boyko            |
| 2010  | Anastasiia Voinova       | Victoria Williamson      | Tania Calvo              |
| 2011  | Anastasiia Voinova       | Stella Tomassini         | Lisa Gamba               |
| 2012  | Daria Shmeleva           | Shana Dalving            | Elis Ligtlee             |
| 2013  | Mélissandre Pain         | Nicky Degrendele         | Kyra Lamberink           |
| 2014  | Nicky Degrendele         | Tatiana Kiseleva         | Julita Jagodzińska       |
| 2015  | Emma Hinze               | Kseniya Bogoyavlenskaya  | Marlena Karwacka         |
| 2016  | Sara Kankovska           | Aleksandra Tolomanow     | Steffie van der Peet     |
| 2017  | Mathilde Gros            | Martina Fidanza          | Lauren Bate-Lowe         |
| 2018  | Yana Tyshchenko          | Giada Capobianchi        | Anna Dozhdeva            |
| 2019  | Alessa-Catriona Pröpster | Nikola Seremak           | Taky Marie-Divine Kouamé |
| 2020  | Alina Lysenko            | Taky Marie-Divine Kouamé | Alla Biletska            |
| 2021  | Alina Lysenko            | Alla Biletska            | Rhian Edmunds            |
| 2022  | Anna Jaborníková         | Clara Schneider          | Lara-Sophie Jäger        |
| 2023  | Beatrice Bertolini       | Marie Louisa Drouode     | Anna Whitworth Hay       |
| 2024  | Georgette Rand           | Anastasia Kuniß          | Lauryna Valiukevičiūtė   |
| 2025  | Siria Trevisan           | Emilia Waterstradt       | Zita Gheysens            |